# Reservoarpenna

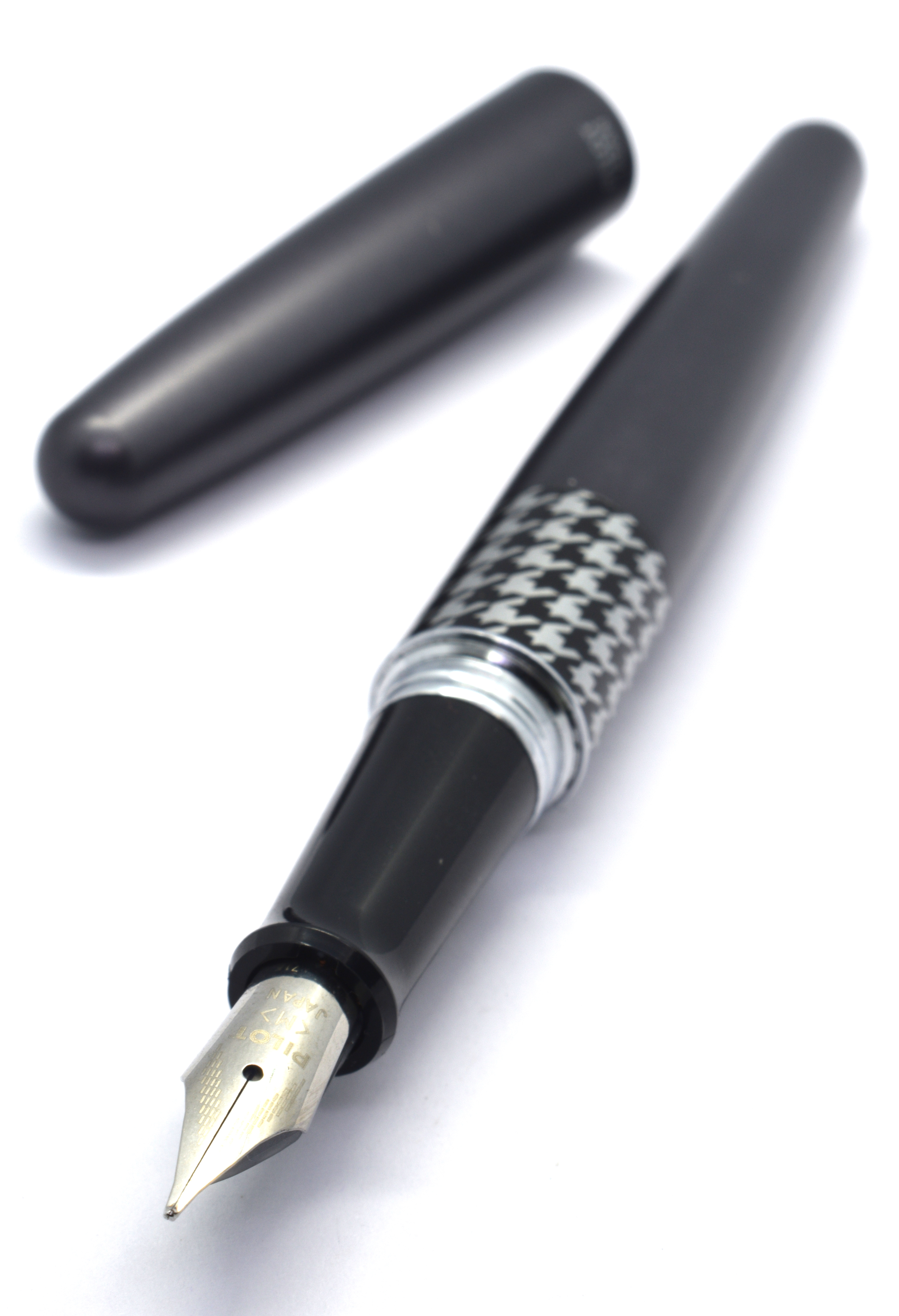
Reservoarpenna

Reservoarpenna är en bläckpenna där bläcket förvaras inne i pennkroppen och kommer ut till ritstiftet i ena ändan av pennan genom en kombination av gravitation och kapillärkraft. Föregångare till dagens reservoarpenna har en lång historia men dagens pennor går tillbaka till konstruktioner från slutet av 1800-talet och början av 1900-talet.
Stiftet på pennan kan vara avgörande för hur skrivkänslan är. Det finns stift som är gjorda av stål, silver, guld och till och med glas. Det finns olika sätt som reservoarpennor kan fyllas med bläck. Vanligast numera är att man har bläckpatroner, medan det förr var mer populärt med pennor vars stift skulle doppas i bläck varpå man sög in bläcket genom att klämma på en gummisäck som finns i behållaren. Det finns även pennor med andra metoder, såsom pumpar och kolvar, för att fylla pennan med bläck.

## Kända tillverkare av reservoarpennor
- Aurora
- Caran d'Ache
- Conway Stewart
- Faber-Castell
- Lamy
- Montblanc
- Montegrappa
- Parker
- Pelikan
- Pilot
- Platinum
- Rotring
- Sailor
- Sheaffer
- S.T. Dupont
- TIBALDI
- TWSBI
- Waterman